# ديلورز أيفوري ديفيس
ديلورز أيفوري ديفيس (بالإنجليزية: Delores Ivory Davis)‏ هي مغنية ومغنية أوبرا أمريكية، ولدت في 3 يناير 1939 في ديترويت في الولايات المتحدة.

## وصلات خارجية
- ديلورز أيفوري ديفيس على موقع IMDb (الإنجليزية)
- ديلورز أيفوري ديفيس على موقع قاعدة بيانات برودواي على الإنترنت (الإنجليزية)